# La zona
La zona è un film del 2007 diretto da Rodrigo Plá.
Interpretato da Daniel Giménez Cacho, Maribel Verdú, Alan Chávez, Daniel Tovar e Carlos Bardem, il film racconta della vita in un quartiere "fortificato" e di un atto criminale che cambia per sempre i membri della comunità che vive lì.

## Trama
Il luogo noto come La Zona è un quartiere residenziale chiuso, autosufficiente, con una forza di sicurezza privata, i cui abitanti si sono stabiliti lì perché spaventati dal crimine e dalla violenza e perché non si sentono protetti dalle istituzioni. Attraverso una tutela giudiziaria sono riusciti a stabilire che la polizia non può entrare nel luogo senza un ordine del tribunale; ma quel privilegio può essere revocato se all'interno avviene un atto di violenza.
La mattina dopo che un forte temporale ha abbattuto parte del muro che separa la Zona dagli altri quartieri, tre giovani che vivono in una zona molto povera nelle vicinanze entrano in una casa per rapinare. Un'anziana signora muore nella rapina e gli abitanti del quartiere si scatenano in una spaventosa caccia all'uomo. Due dei malviventi vengono uccisi dalla guardia privata mentre il terzo, Miguel, scappa ma non può lasciare la Zona.
Nasce quindi un intenso dibattito tra i residenti sulla strada su come comportarsi. Una minoranza vorrebbe denunciare quanto accaduto alle autorità ma la maggioranza dei residenti, timorosi che venga revocato il privilegio del quartiere e diffidenti nei confronti dell'onestà ed efficienza delle forze dell'ordine, decide di nascondere gli eventi accaduti e di dare la caccia ai fuggitivi. Per fare questo fanno sparire i cadaveri, fingono che la morte della guardia sia avvenuta a causa di un infarto e rafforzano la ricerca del ladro con telecamere e pattuglie armate di quartiere.
Alejandro, un adolescente che vive con la famiglia nella Zona, scopre nel seminterrato di casa sua, il fuggitivo, Miguel, un giovane coetaneo che, spaventato, riconosce il suo crimine e chiede aiuto. Sebbene sia inizialmente esitante, Alejandro decide di provvedere ad aiutare il ragazzo. Nel frattempo, un poliziotto che riceve la denuncia della scomparsa di Miguel, e la testimonianza di una giovane donna che lo ha visto entrare nel quartiere chiuso, avvia un'indagine ed inizia a fare pressioni sui residenti dello stesso affinché rivelino tutto quello che sanno.
Per liberarsi della presenza oppressiva del poliziotto, i residenti corrompono un suo superiore ed ottengono così che sia costretto a lasciare le indagini. Quando Miguel cerca di scappare dalla Zona, la polizia locale lo vede e se ne va via, lasciandolo in balia dei vicini, che lo linciano fino ad ucciderlo. Sconvolto per quanto accaduto, Alejandro lascia la Zona e dopo aver seppellito il corpo di Miguel, se va in cerca della propria strada.

## Produzione

### Origine del film
L'idea originale è della scrittrice Laura Santullo, moglie del regista Rodrigo Plá, che l'ha sviluppata nel racconto La Zona, pubblicato nel suo libro El otro lado. La storia, secondo Pla, riflette sulla polarizzazione sociale, e l'idea è nata dalla preoccupazione per la crescita nel mondo del divario tra le classi sociali. È una storia che ha molta trama, con diverse scene d'azione come le sparatorie o l'assalto, che hanno permesso al regista di affrontare una scena del crimine ma che aveva qualcosa in più, "quello che era divertente, quello catturato e quello allo stesso tempo il tempo ha dato quello per pensare, per farti pensare".

### Adattamento
Del racconto di circa 12 pagine, il film ha conservato la sua essenza, soprattutto il rapporto tra i due adolescenti, che ne è il fulcro, ma ha ampliato e sviluppato diverse trame parallele che sono appena accennate nel racconto, come quella riferita a il personaggio del poliziotto. I personaggi secondari che compaiono nella storia come dissidenti hanno ricevuto più forma e soprattutto - racconta Laura Santullo - "i personaggi sono stati dotati di coerenza ed ambiguità. Sentiamo che la somma di questi personaggi con le loro vicissitudini e contraddizioni, è ciò che compone il personaggio centrale del film, che è quel quartiere residenziale in cui si svolge la storia: "La Zona".

### Scelta degli attori
Riguardo a Daniel Tovar, un attore poco conosciuto che ha un ruolo significativo nel film, il regista dice che è difficile trovare persone con una carriera che sono abbastanza giovani da incarnare il personaggio di un adolescente. La scelta di Tovar - delineata in fase di scrittura della sceneggiatura - è stata fatta senza conoscere il suo precedente lavoro su una serie, ma apprezzando di aver compreso perfettamente le emozioni coinvolte e di avere una grande capacità di commuoversi e di mostrarlo.
Per il personaggio della madre del protagonista interpretato dall'attrice spagnola Maribel Verdú Pla ha detto che era importante avere un'attrice di carattere e che tuttavia poteva essere emotivamente spezzata se necessario. Questo è il personaggio di Mariana, che è una delle poche voci dotate di buon senso all'interno della Zona, mi è sembrato che Maribel potesse farlo e in effetti la sua interpretazione è stata meravigliosa. È una decisione di cui sono molto soddisfatto.

## Accoglienza

### Critica
Il cronista del quotidiano La Nación descrive La Zona come: "un paradiso artificiale autonomo e autosufficiente, isolato dal mondo reale e dalle sue miserie, la cui manifestazione più vicina è proprio lì, dall'altra parte del muro: un gigantesco villaggio di emergenza che configura non solo un quartiere chiuso, ma una città nella città, con la propria milizia e persino regole e procedure stabilite dai suoi residenti in qualcosa di simile alle assemblee democratiche. Il film, che unisce la denuncia al thriller, serve a Plá per smascherare la barbarie di chi si definisce civilizzato e la reazione di chi conserva scrupoli morali (soprattutto l'adolescente, per il quale l'esperienza sarà decisiva). Il film è girato con la nitidezza impersonale di una serie televisiva e assicura un impatto sull'umore dello spettatore in un clima di crescente tensione, seppur in parte attenuato da semplificazioni, sottolineature ed esagerazioni manichee. Sebbene ci siano alcune incongruenze e una scena non necessaria che allunga il finale, va sottolineato il successo nell'evitare la tentazione del discorso moralizzante".
La cronaca del quotidiano Clarín inquadra il film come: "un thriller che unisce suspense crescente a questioni sociali, a volte troppo apparenti".

## Riconoscimenti
- 2007 - Athens International Film Festival
  - Miglior sceneggiatura
- 2007 - Montréal Festival of New Cinema
  - Public's Choice Award
- 2007 - Festival del cinema di Stoccolma
  - Miglior regista esordiente
- 2007 - Toronto International Film Festival
  - International Critics' Award
- 2007 - Festival del Cinema di Venezia
  - "CinemAvvenire" Award
  - Miglior film
  - Premio Venezia Opera prima "Luigi De Laurentiis"
- 2008 - Premio Ariel
  - Miglior attore non protagonista a Mario Zaragoza
  - Nomination Miglior attore non protagonista ad Alan Chávez
  - Nomination Miglior attrice non protagonista a Mayra Serbulo
  - Nomination Miglior sceneggiatura adattata
- 2008 - Bratislava International Film Festival
  - Prize of the Ecumenical Jury
  - Nomination Grand Prix
- 2008 - Cartagena Film Festival
  - Miglior fotografia
  - Miglior regista
  - Nomination Miglior film
- 2008 - Chicago International Film Festival
  - Nomination Gold Hugo
- 2008 - Cinema Writers Circle Awards
  - Nomination Miglior sceneggiatura adattata
- 2008 - Fribourg International Film Festival
  - Audience Award
  - Nomination Grand Prix
- 2008 - Premio Goya
  - Nomination Migliore sceneggiatura non originale
- 2008 - Miami Film Festival
  - Audience Award
- 2008 - San Diego Latino Film Festival
  - Miglior film
- 2008 - San Francisco International Film Festival
  - Miglior film
- 2008 - Sant Jordi Awards
  - Miglior attrice spagnola (anche per Siete mesas de billar francés, El niño de barro e Oviedo Express)
- 2008 - Spanish Actors Union
  - Newcomer Award a Carlos Bardem
- 2008 - Transilvania International Film Festival
  - Transilvania Trophy
- 2008 - Washington DC Filmfest
  - Circle Award Special Jury Prize